# Tokijská univerzita
Tokijská univerzita (japonsky: 東京大学 Tókjó daigaku, zkracováno na Tódai 東大) je jedna z nejprestižnějších univerzit v Japonsku, proslulá také díky svým výzkumným ústavům a laboratořím.
Univerzita byla založena v období Meidži roku 1877 jako Tókjó daigaku. V roce 1886 byla přejmenována na Teikoku daigaku (帝國大學 ~ Císařská univerzita) a v roce 1897 na Tókjó teikoku daigaku (東京帝國大學 ~ Tokijská císařská univerzita). Roku 1947 se vrátila k názvu Tókjó daigaku.
Dnes má deset fakult s celkovým počtem okolo třiceti tisíc studentů, přičemž asi 2100 z nich je ze zahraničí (vysoký podíl na Japonsko, které má v populaci pouze 1,3% cizinců). Skládá se z pěti školních areálů, které se nacházejí v tokijských částech Hongo, Komaba, Kašiwa, Širokane a Nakano.